# Азербайджан на Всемирных играх
Азербайджан принимает участие во Всемирных играх с 2009 года. В 1981—1989 годах спортсмены Азербайджана принимали участие в Играх в составе команды СССР.
По результатам всех Игр, спортсмены Азербайджана завоевали всего 8 медалей, из них 3 золотых; в командном медальном зачёте за всю историю Игр Азербайджан занимает 58-е место.

## Медальный зачёт
| Игры           | Спортсменов | Золото | Серебро | Бронза | Всего | Место |
| Гаосюн 2009    | 11          | 0      | 1       | 1      | 2     | 46    |
| Кали 2013      | 5           | 1      | 0       | 1      | 2     | 35    |
| Вроцлав 2017   | 6           | 1      | 1       | 0      | 2     | 34    |
| Бирмингем 2022 | 15          | 1      | 0       | 1      | 2     | 45    |
| Всего          | Всего       | 3      | 2       | 3      | 8     | 58    |